# Elias Scherf
Elias Scherf (* 11. Mai 2003 in Hartberg Umgebung) ist ein österreichischer Fußballtorwart.

## Karriere

### Verein
Scherf begann seine Karriere beim USV Hartberg Umgebung. Zur Saison 2017/18 wechselte er in die Akademie des FC Admira Wacker Mödling. Zur Saison 2020/21 rückte er in den Kader der Amateure der Admira, für die er allerdings nie zum Einsatz kommen sollte. Im Februar 2021 wechselte er zu den fünftklassigen Amateuren des TSV Hartberg. Für die Hartberger kam er aufgrund des COVID-bedingten Saisonabbruchs allerdings ebenfalls nie zum Einsatz.
Zur Saison 2021/22 wechselte Scherf leihweise zum Zweitligisten SV Lafnitz. In Lafnitz spielte er zunächst für die Reserve in der Landesliga. Im Oktober 2021 debütierte er schließlich für die Profis in der 2. Liga, als er am elften Spieltag jener Saison gegen den FC Dornbirn 1913 in der 76. Minute für den verletzten Andreas Zingl eingewechselt wurde. Bis zum Ende der Leihe kam er zu fünf Zweitligaeinsätzen.
Zur Saison 2022/23 wurde er innerhalb der 2. Liga an den SKU Amstetten weiterverliehen. Während der Leihe kam er zu 23 Zweitligaeinsätzen für den SKU. Im Juli 2023 wurde sein Leihvertrag anschließend um eine weitere Saison verlängert. In der Saison 2023/24 absolvierte er ebenfalls 23 Zweitligapartien.

### Nationalmannschaft
Scherf spielte im September 2018 erstmals für eine österreichische Jugendnationalauswahl. Im September 2019 debütierte er gegen England im U-17-Team. Im Juni 2021 absolvierte er gegen Italien sein einziges Spiel für die U-18-Mannschaft. Im September 2021 gab er gegen die Türkei sein Debüt in der U-19-Auswahl. Mit der U-19-Auswahl nahm er 2022 an der EM teil. Während des Turniers kam er in allen vier Partien zum Einsatz, mit Österreich schied er aber in der Gruppenphase aus und verpasste anschließend auch die Qualifikation für die WM.
Im September 2022 gab er gegen Montenegro sein Debüt für die U-21-Auswahl.